# 魯吉諾阿薩鄉 (雅西縣)
47°14′39″N 26°50′57″E / 47.24417°N 26.84917°E
魯吉諾阿薩鄉（羅馬尼亞語：Comuna Ruginoasa, Iași），是羅馬尼亞的鄉份，位於該國東北部，由雅西縣負責管轄，面積58平方公里，海拔高度329米，2007年人口6,339，人口密度每平方公里110人。